# Schlosskapelle Hubertusburg

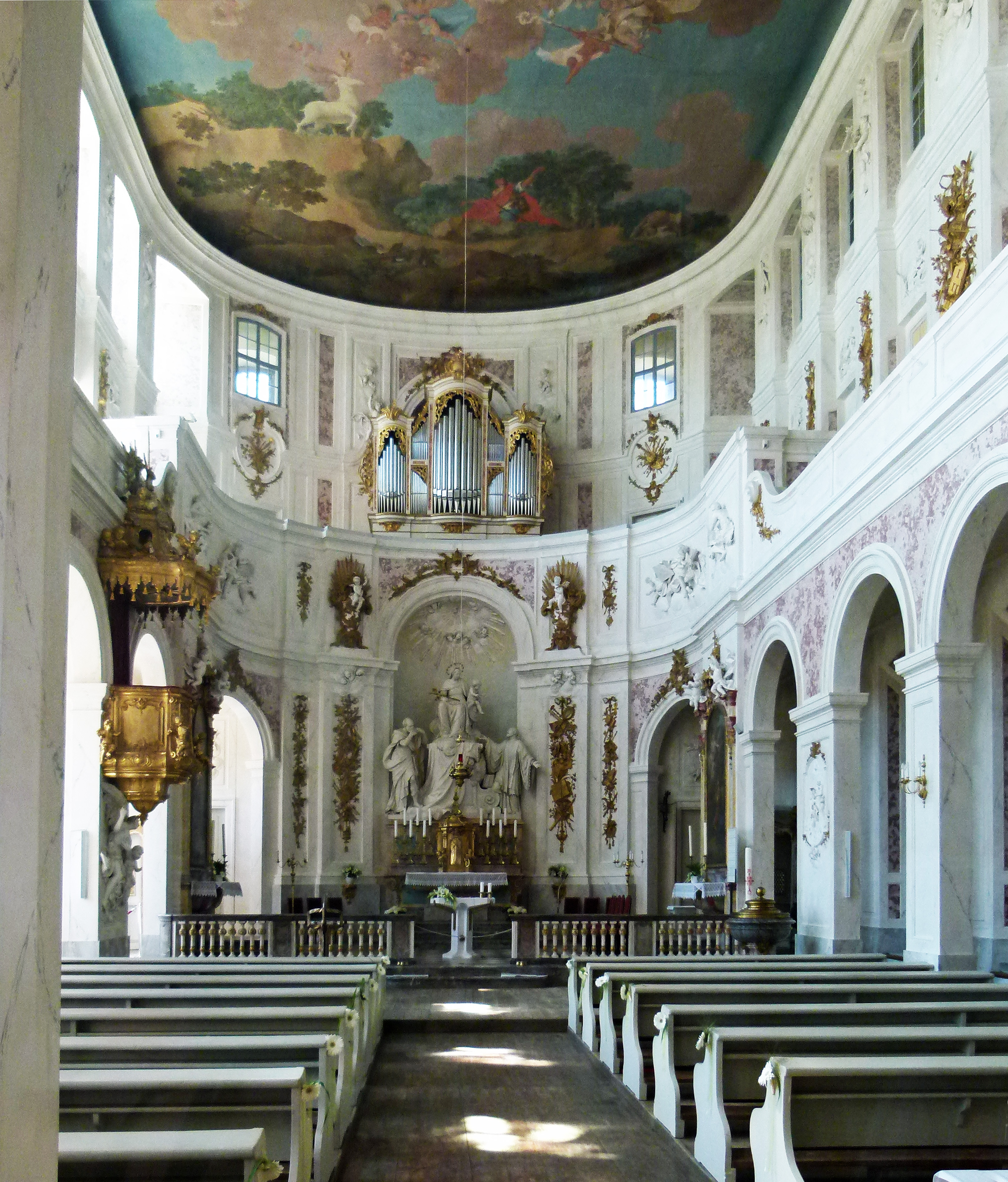
Innenraum der Schlosskapelle Hurbertusburg

Als Schlosskapelle Hubertusburg wird die barocke, katholische Rokoko-Hofkapelle der einst Königlich-Sächsischen Jagd- und Hofresidenz Hubertusburg in Wermsdorf in Sachsen bezeichnet.

## Geschichte
Der katholische Statthalter Anton Egon von Fürstenberg brachte den Katholizismus ins protestantische Wermsdorf. Die politisch motivierte Konversion Augusts des Starken zum Katholizismus aufgrund der polnischen Krone legitimierte den kleinen katholischen Hofgottesdienst in Wermsdorf. Die katholische Gemeinde wuchs schnell an, der erste katholische Gottesdienst fand am 9. Mai 1710 statt.
Die heute sichtbare Schlosskapelle Hubertusburg entstand in den Jahren 1740–1751.
Vor den Plünderungen des Schlosses durch preußische Soldaten im Siebenjährigen Krieg blieb die Kapelle verschont, da der Hofkaplan und Jesuitenpater Anton Robert Schubert 1761 vor König Friedrich II. von Preußen auf Knien Gnade erflehte. 1827 wurde Wermsdorf zur katholischen Pfarrei erhoben. Die Gemeindemitglieder kommen bis zum heutigen Tag aus einem überregionalen Einzugsgebiet um Wermsdorf.
1912 wurde der Altar ausgebessert, da sich partielle Risse in den Stucco-lustro-Flächen zeigten.
1940 wollte der Wermsdorfer Kaplan Hermann Scheipers mit polnischen Zwangsarbeitern in Wermsdorf Gottesdienst feiern, nachdem diesen die Teilnahme am deutschen Gottesdienst verboten worden war. Dafür wurde er verhaftet und im Konzentrationslager Dachau interniert. Er überlebte. 1997 wurde er Ehrenbürger von Wermsdorf.
Mit dem Einzug der Roten Armee am 5. April 1945 begannen Plünderungen und gewaltsame Übergriffe auf die Zivilbevölkerung. In der Schlosskapelle Hubertusburg wurde ein russisches Offizierskasino eingerichtet.
In den 1950er Jahren versuchte die DDR-Führung, die katholischen Gemeinden ideologisch zu beeinflussen. Katholische Eltern und deren Kinder wurden schikaniert und erhielten geringere Entwicklungsmöglichkeiten bei der Berufs- und Schulausbildung. Das Gemeindeleben wurde durch die Behörden erschwert, Treffen der Gemeinde sogar polizeilich verboten, mit der Begründung, dass die Kirchengemeinschaften lediglich das Recht hätten, Kulthandlungen vorzunehmen, aber keine Veranstaltungen durchzuführen.
Nach der Wende normalisierte sich das Leben der katholischen Gemeinde. 1994 konnten drei Glocken wieder im Turm eingehängt werden.
Am 5. Oktober 1997 wurde das 250. Kirchweihjubiläum begangen.
Im für den Vatikan sehr vorteilhaften Vertrag vom 2. Juli 1996 zwischen dem Heiligen Stuhl, vertreten durch den Apostolischen Nuntius in Deutschland, Erzbischof Giovanni Lajolo, und dem Freistaat Sachsen, vertreten durch den Ministerpräsidenten Kurt Biedenkopf, übernahm der Freistaat die gesamte Baulast an der Schlosskapelle. Am 11. November 2007 weihte Bischof Joachim Reinelt die sanierte Kirche wieder ein. Die ursprünglich auf 800.000 € plus Restaurierungskosten für die Orgel bezifferte Sanierung wurde 2009 abgeschlossen.

## Baubeschreibung

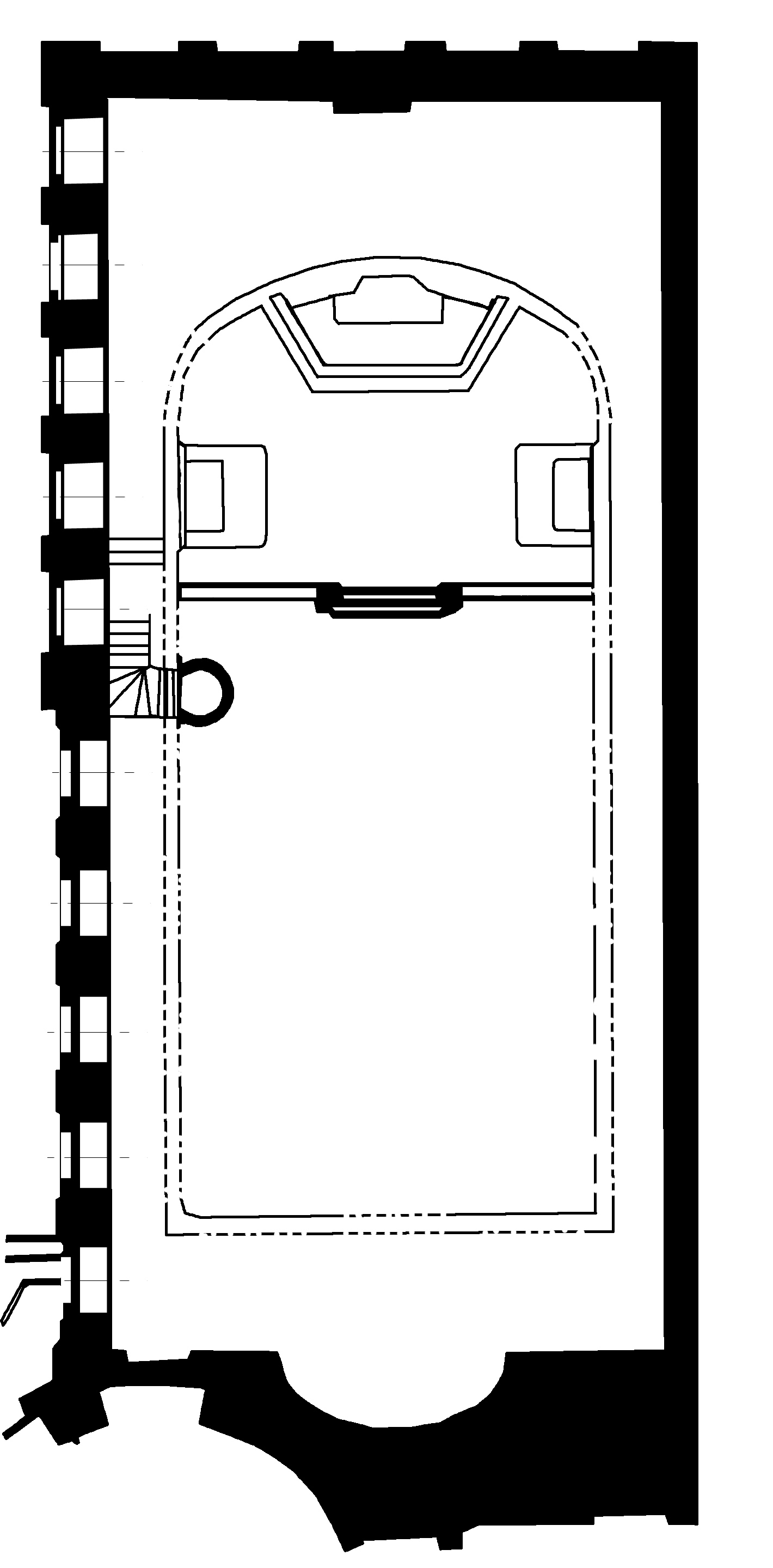
Grundriss

Von außen ist Sachsens einzige Rokoko-Kapelle durch den Besucher nicht wahrnehmbar. Im rechteckigen Innenraum von 13,5 zu 30 m lichter Weite sind die Arkaden so eingestellt, dass sie gegen Südosten in einem Halbkreis für den Altar abschließen und so den Eindruck einer Apsis erzeugen. Zwei Säulengänge tragen die Emporen, begrenzen den Altarraum sowie das Schiff und schaffen auf beiden Seiten einen Umgang. Über dem Hauptaltar befindet sich die Orgel. Rechts vor der Brüstung steht der Taufstein und gegenüber an einem Arkadenpfeiler der nordwestlichen Langseite die Kanzel. Hinter dem Chorraum befinden sich zwei Sakristeiräume. Die Altarnische ist umgeben von Pilastern. Auf diesen befinden sich vergoldete Reliefgehänge und im oberen Teil Monstranzen, vor denen Engel schweben. Über dem Eingang der Kapelle befinden sich die verglasten Herrschaftslogen. Der Fußboden im Altarraum besteht aus Maxener Marmor. Die Kapelle und die Orgel wurden 2001–2009 durch den Freistaat Sachsen restauriert. Es wurde eine Sitzheizung eingebaut. Der über drei Geschosse geführte Innenraum hat eine Höhe von 17 m. 2005 wurde eine Glaswand im Eingangsbereich errichtet, durch welche die Besucher jederzeit den Innenraum der Kirche besichtigen können.

## Ausstattung

### Hochaltar

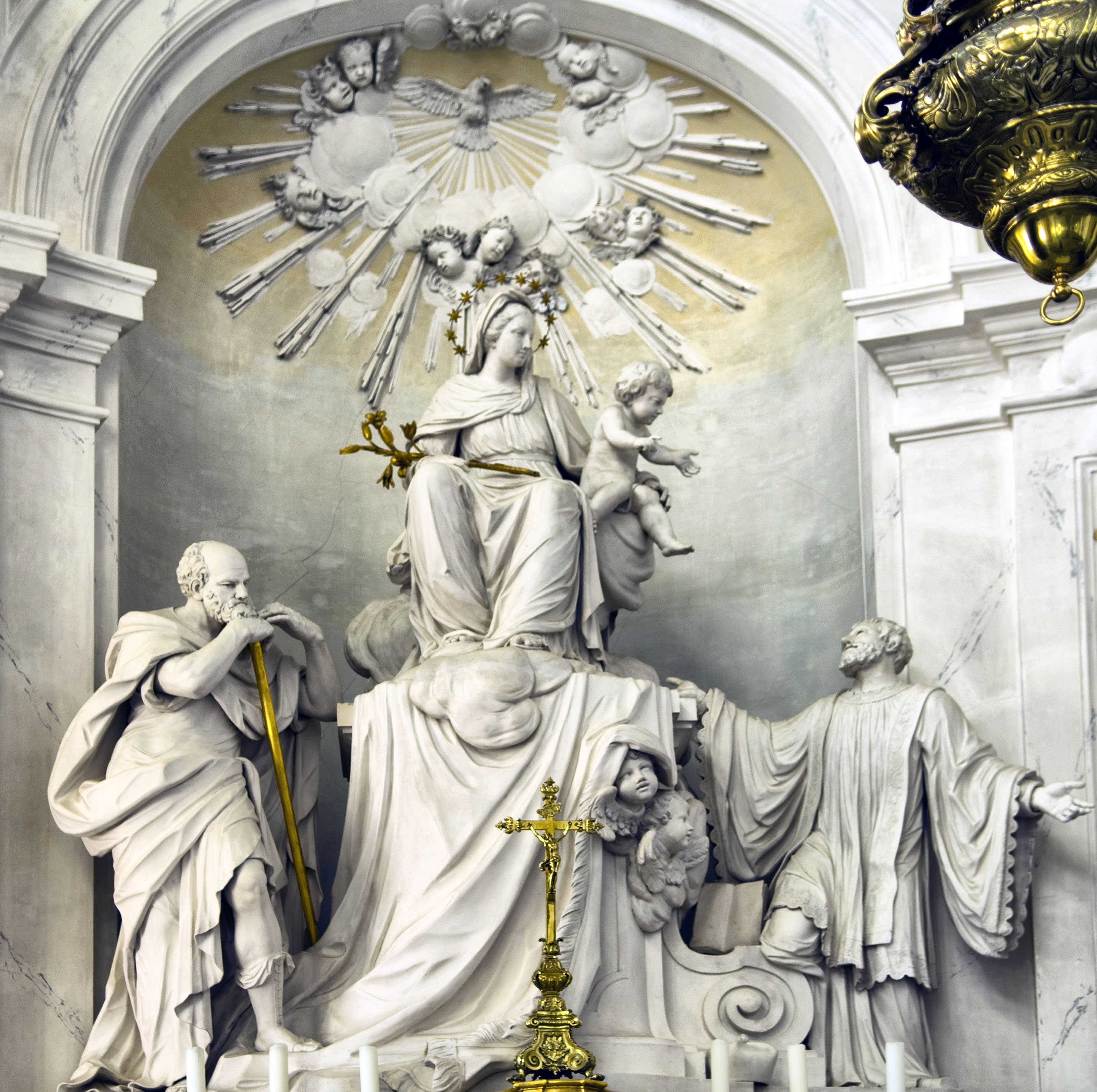
Sacra Conversazione im Hochaltar

Den Hochaltar schuf Lorenzo Mattielli 1746. Die Figurengruppe stellt eine Maestà, den heiligen Joseph und den heiligen Jesuiten Franz Xaver dar. Franz Xaver starb 1552 auf der Insel Sanzian vor China und war der Lieblingsheilige von Maria Josepha Karolina Eleonore Franziska Xaveria von Polen und Sachsen (1731–1767), die ihn zum Patron des königlich sächsischen Hauses bestimmt hatte. Maria Josepha huldigte ihren Namenspatronen in den Gestalten Marias und Josephs. Der Heilige Geist schwebt als Taube in der Wölbung der Altarnische, umgeben von einem Strahlenkranz, Wolken und Engelsköpfen. Über einem profilierten Tisch aus Stucco lustro das Tabernakel, als konkav ausschwingendes sechseckiges Architekturgehäuse mit Eckpilastern und starkverköpften Gesims, über dem sich das Kreuz befindet. Davor steht das Salvator Mundi. Auf der Predella ist die Sacra Conversazione, ebenfalls aus Stucco lustro. Die Jungfrau sitzt auf einem Podest, den rechten Arm auf den Schenkel gelegt, mit der Linken das auf einer Wolke sitzende, bewegte Jesuskind haltend. Zu ihrer Linken steht St. Ignatius und zu ihrer Rechten St. Hubertus. Durch den menschlich stolzen und doch bewegten Aufbau der Figuren und deren vertieften Ausdruck gilt die Gruppe als bemerkenswerter Vorläufer der klassischen Bildhauerkunst des 19. Jahrhunderts.

### Kanzel

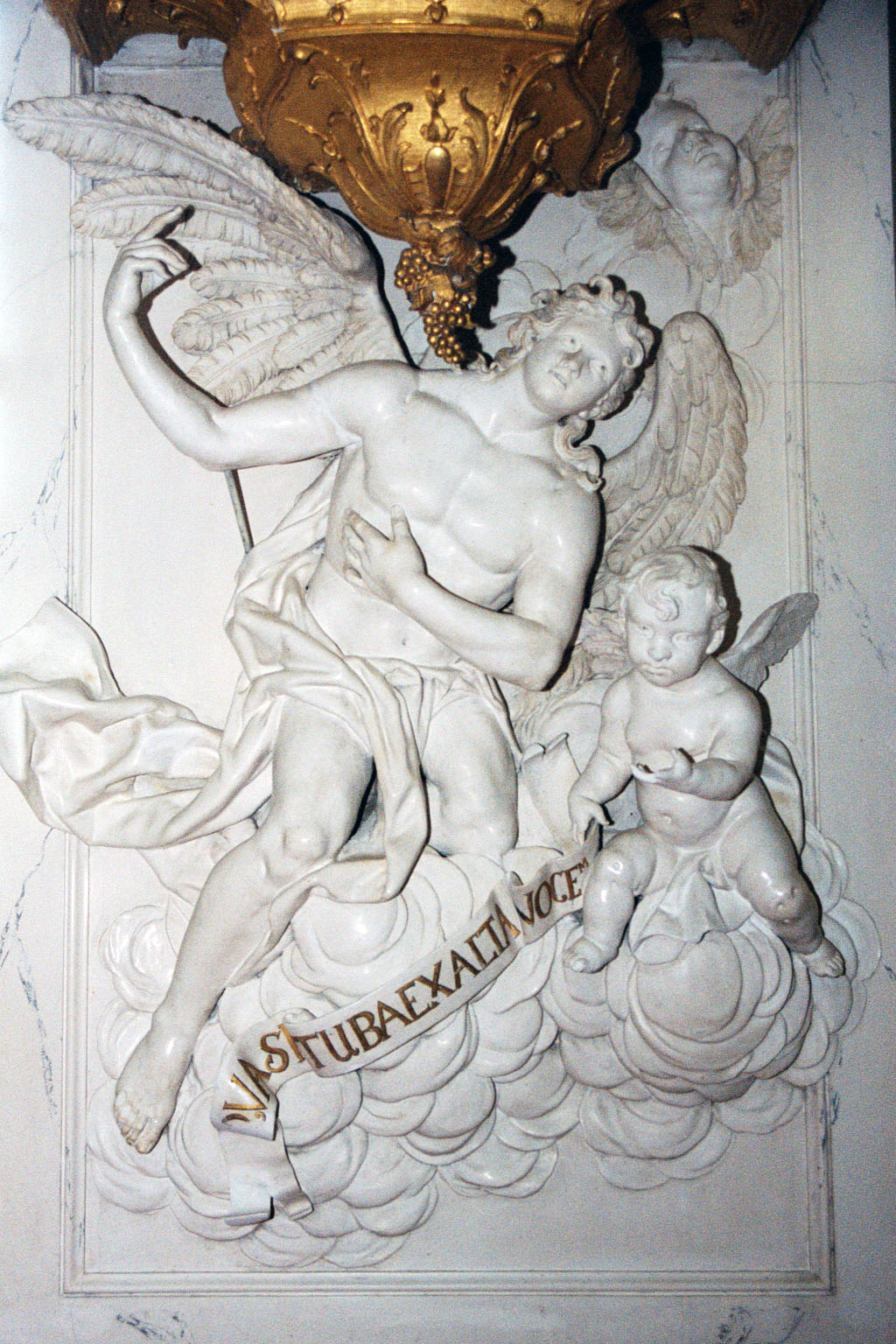
Unterteil der Kanzel

Die Kanzel wird getragen von einem lebensgroßen Engel in Hochrelief, neben dem ein Engelkind ein Spruchband entrollt:
 Quasi tuba ex alta vocem – Übersetzt: „Wie eine Tuba wird seine Stimme erklingen!“
Dabei zeigt der große Engel mit dem rechten Zeigefinger auf die Kanzel, auf der der Pfarrer steht. Wessen Stimme der unbekannte Künstler nun meint, die Gottes oder des darüber stehenden Pfarrers, ist nicht überliefert. Die Figuren sind ebenfalls in Stucco lustro ausgeführt, die hölzerne Kanzel ist vergoldet. An der geschweiften Brüstung sitzen vier Engelkinder mit Palmzweigen, am Schalldeckel Engelköpfe und ein Kind mit dem Kreuz vor dem bekrönenden Strahlenkranz. Die Kanzel gilt als eines der hervorragendsten Stücke des sächsischen Rokoko.
An der Kanzel ist eine kleine Herde von Schafen zu sehen. Sie verweist auf den Hirtendienst des Bischofs, an dem der Pfarrer Anteil hat. Im Norddeutschen ist dies in der Bezeichnung Pastor (= Hirt) erhalten geblieben. 

### Deckengemälde

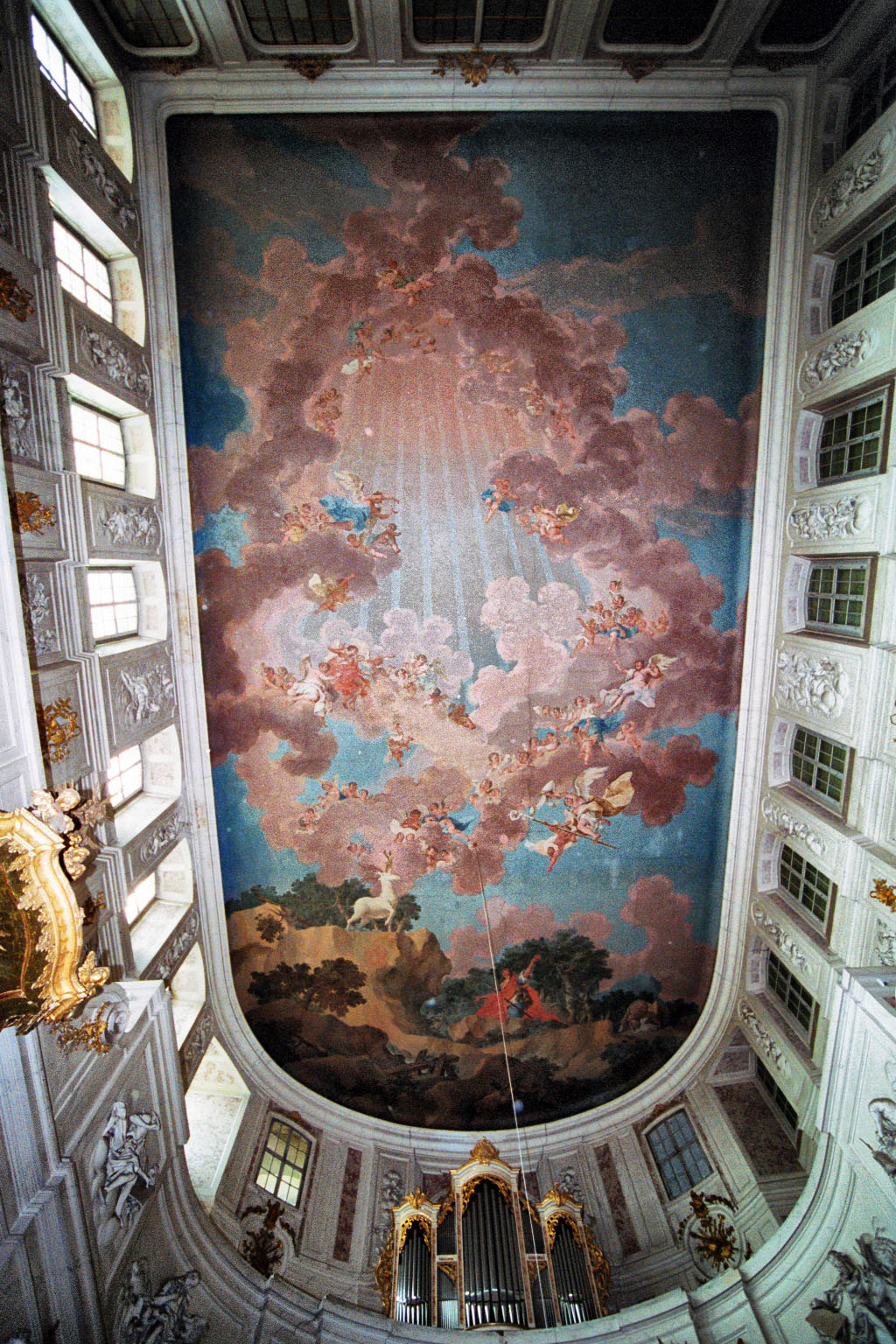
Deckengemälde von Johann Babtist Grone
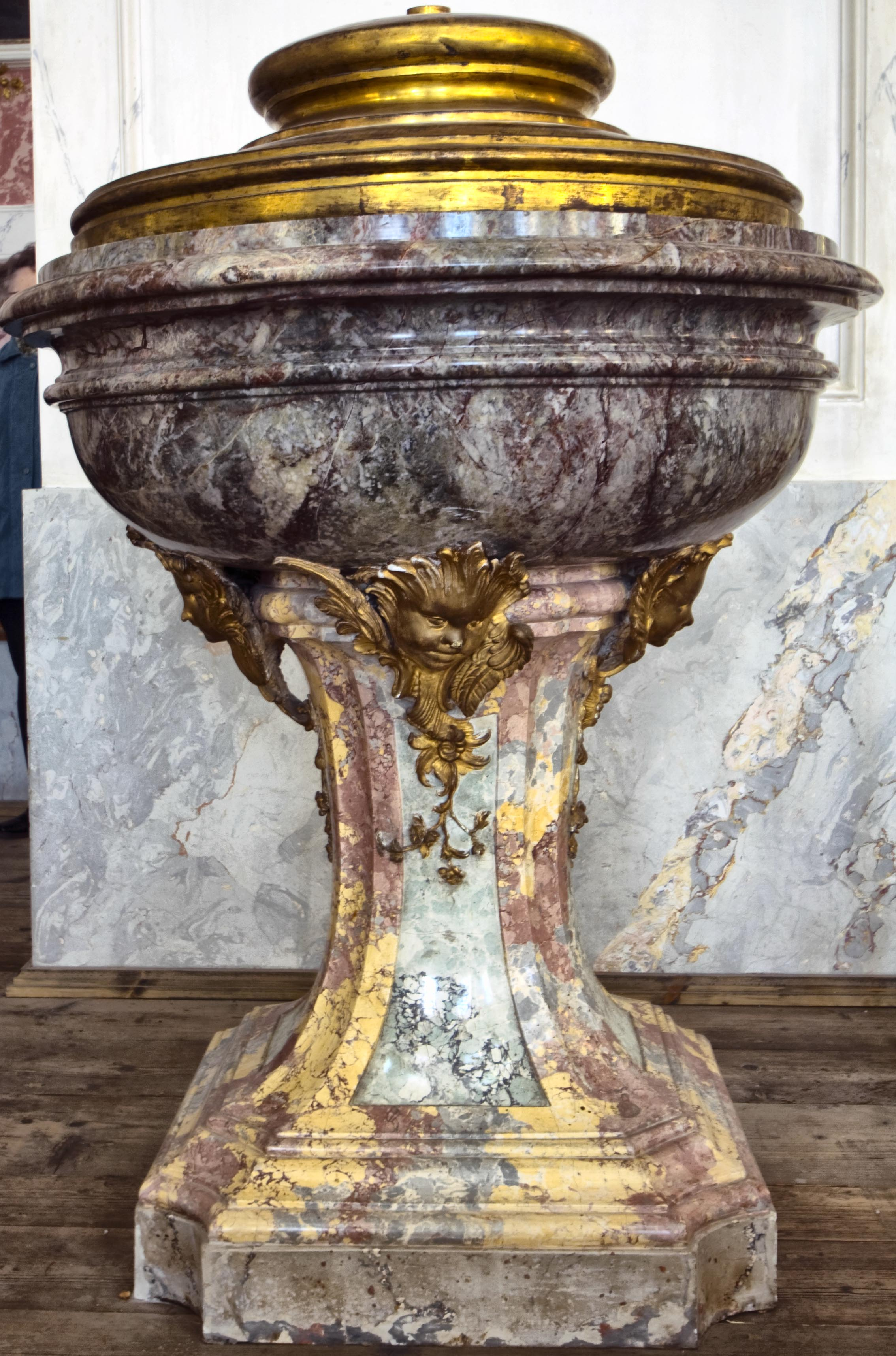
Taufstein

Das 400 m² große Deckengemälde zeigt die Sage des Heiligen Hubertus. Es ist das letzte erhaltene Werk des Theatermalers Giovanni Battista Grone. Es stellt den knienden Heiligen Hubertus in einem roten Mantel dar, vor dem auf einem Felsen ein weißer Hirsch mit dem strahlenden Kreuz zwischen dem Geweih erscheint. Auf zahlreichen Wolken sitzen Engel. Ein Engel bringt Mitra und Krummstab herbei. (Siehe hierzu: Die Legende vom Heiligen Hubertus)

### Taufstein
Der Taufstein besteht aus grauem Marmor mit einem Fuß aus rotem Stuckmarmor. Der Deckel besteht aus getriebenem Messing.

### Beichtstuhl
Der barocke Beichtstuhl wurde 2010 auseinandergebaut und ins Schloss Kaufungen abtransportiert. Dort erfolgte die Rekonstruktion der Originalfarbfassung von 1754, eine Kreidefassung durch die Restauratorin Grit Stamm.

### Umgang
Im Umgang befinden sich eine Reihe von Kunstwerken:
Gemälde
Auf der Südostseite, den Fenstern der Nordwestwand entsprechend, befinden sich sechs Ölgemälde auf Leinwand:
- St. Ignatius, Italien, 18. Jahrhundert, Künstler unbekannt.
- St. Franciscus Xaver, Italien, 18. Jahrhundert, gleicher unbekannter Künstler wie bei Gemälde St. Ignatius.
- Schutzengel, vermutlich ein Werk von Adam Friedrich Oeser (1717–1799).
- St. Aloysius, vermutlich Stefano Torelli (1712–1784).
- St. Johann von Nepomuk, vermutlich Torelli.
- St. Antonius von Padua, vermutlich Torelli.

Gemälde im Umgang
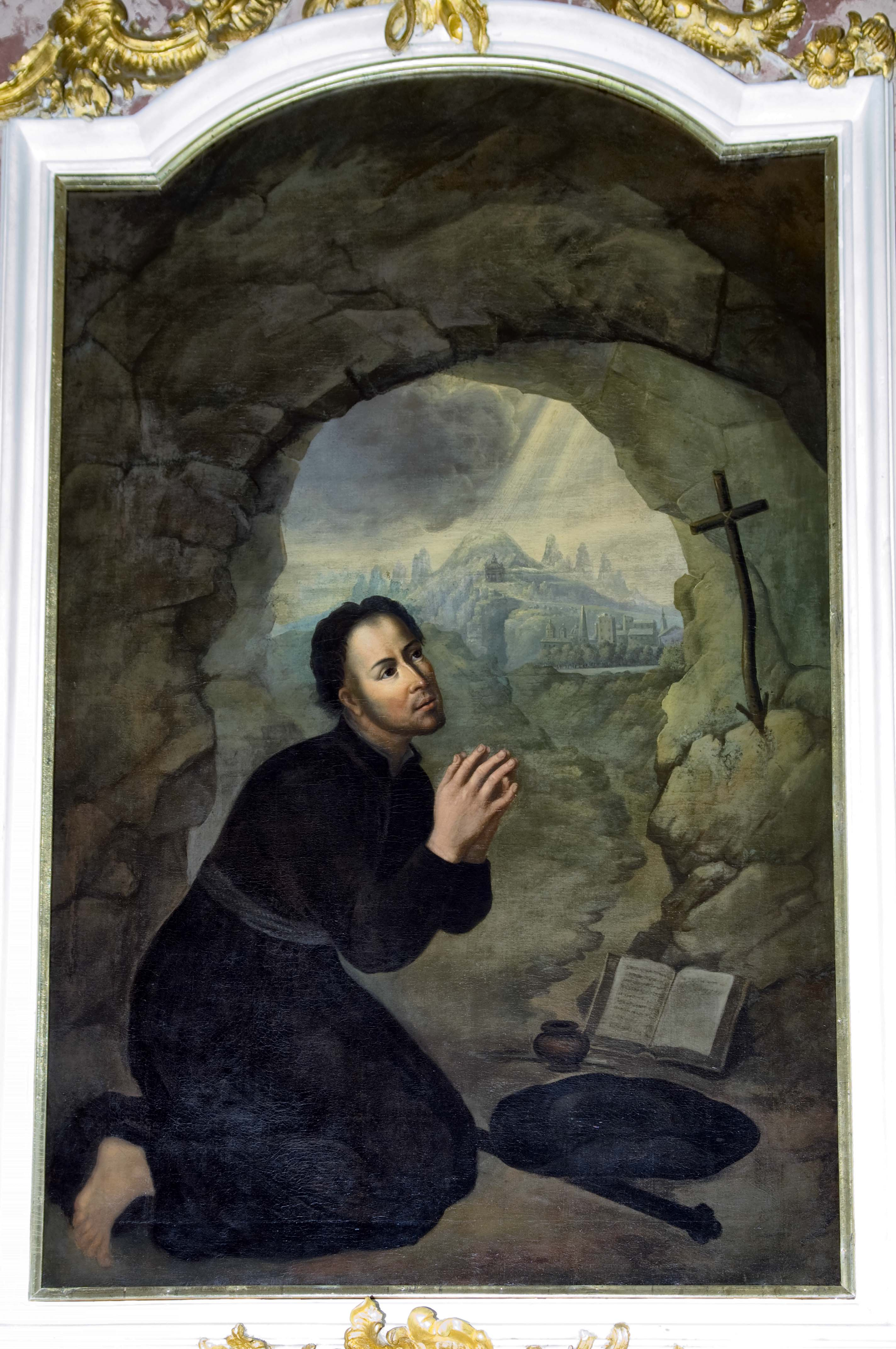
St. Ignatius
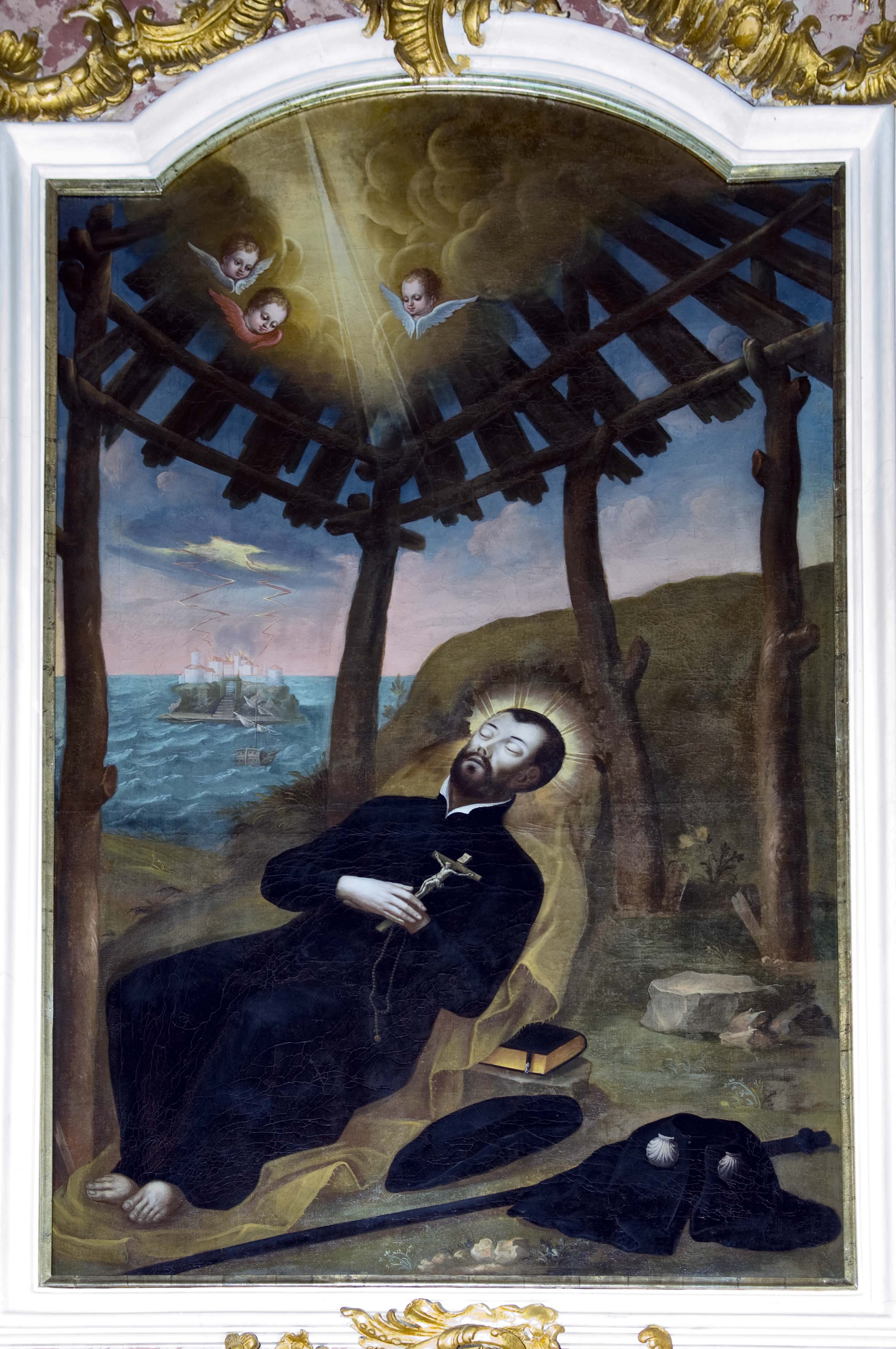
St. Franciscus Xavier
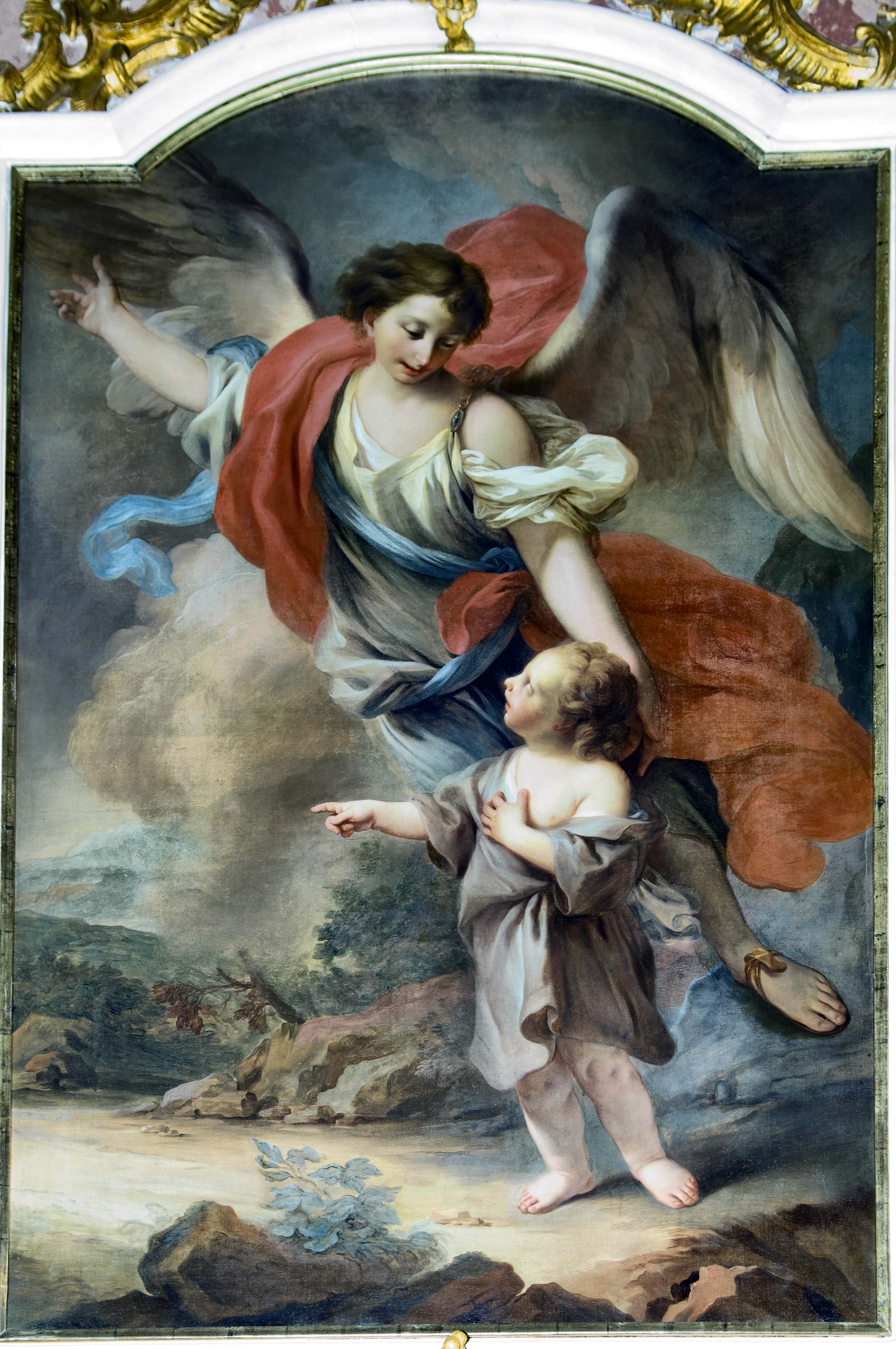
Schutzengel
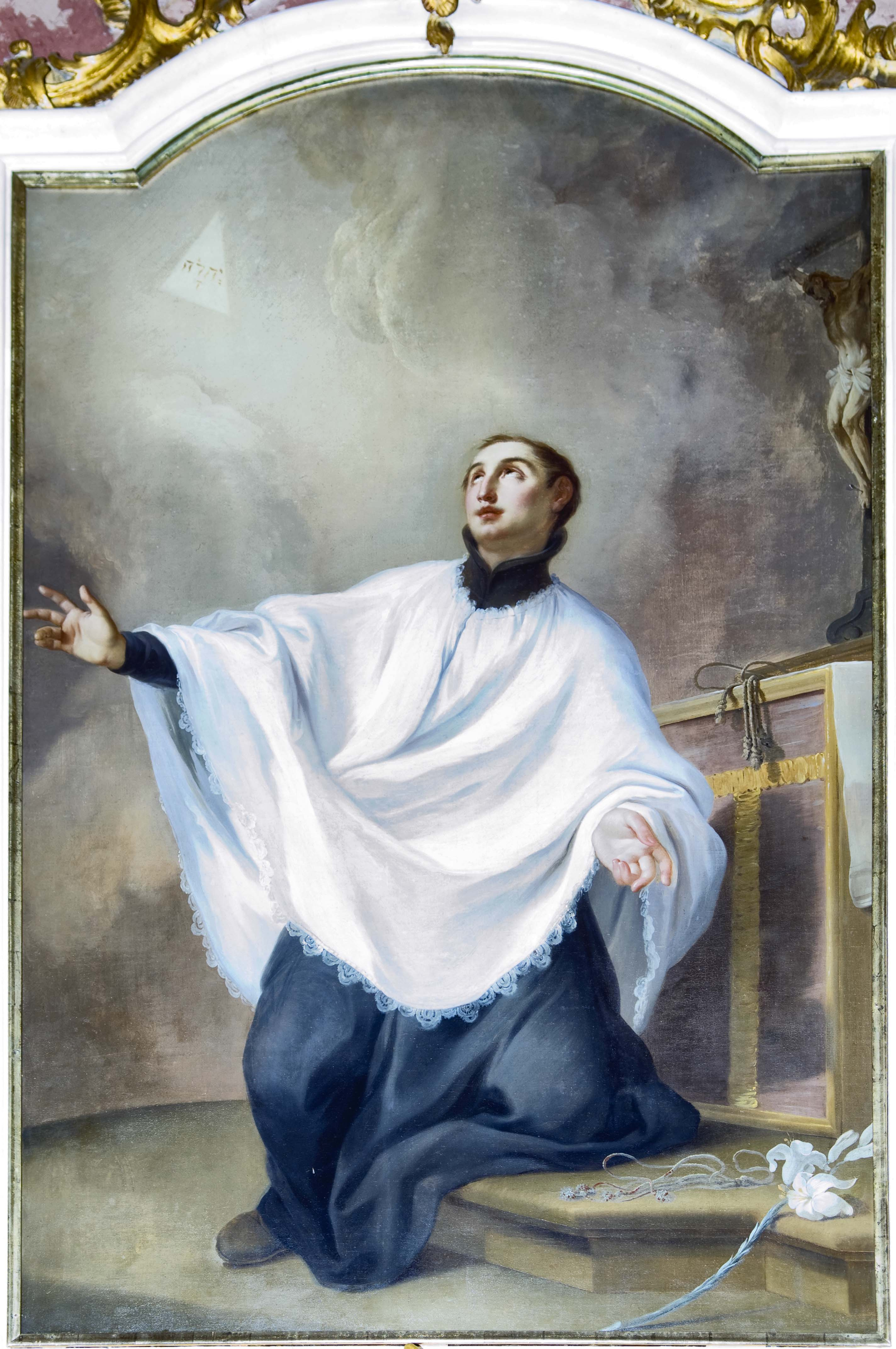
St. Aloysius
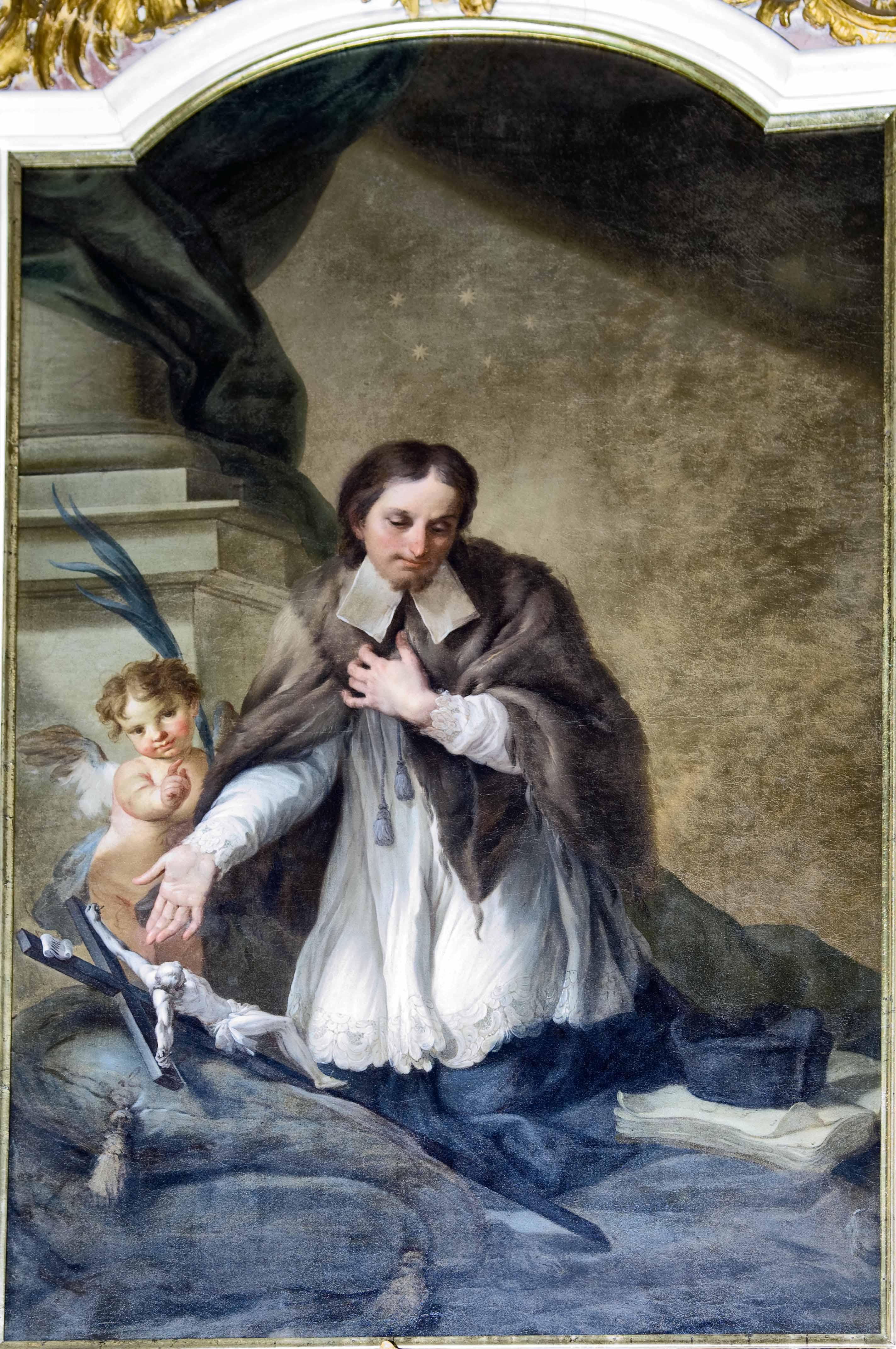
St. Johann von Nepomuk
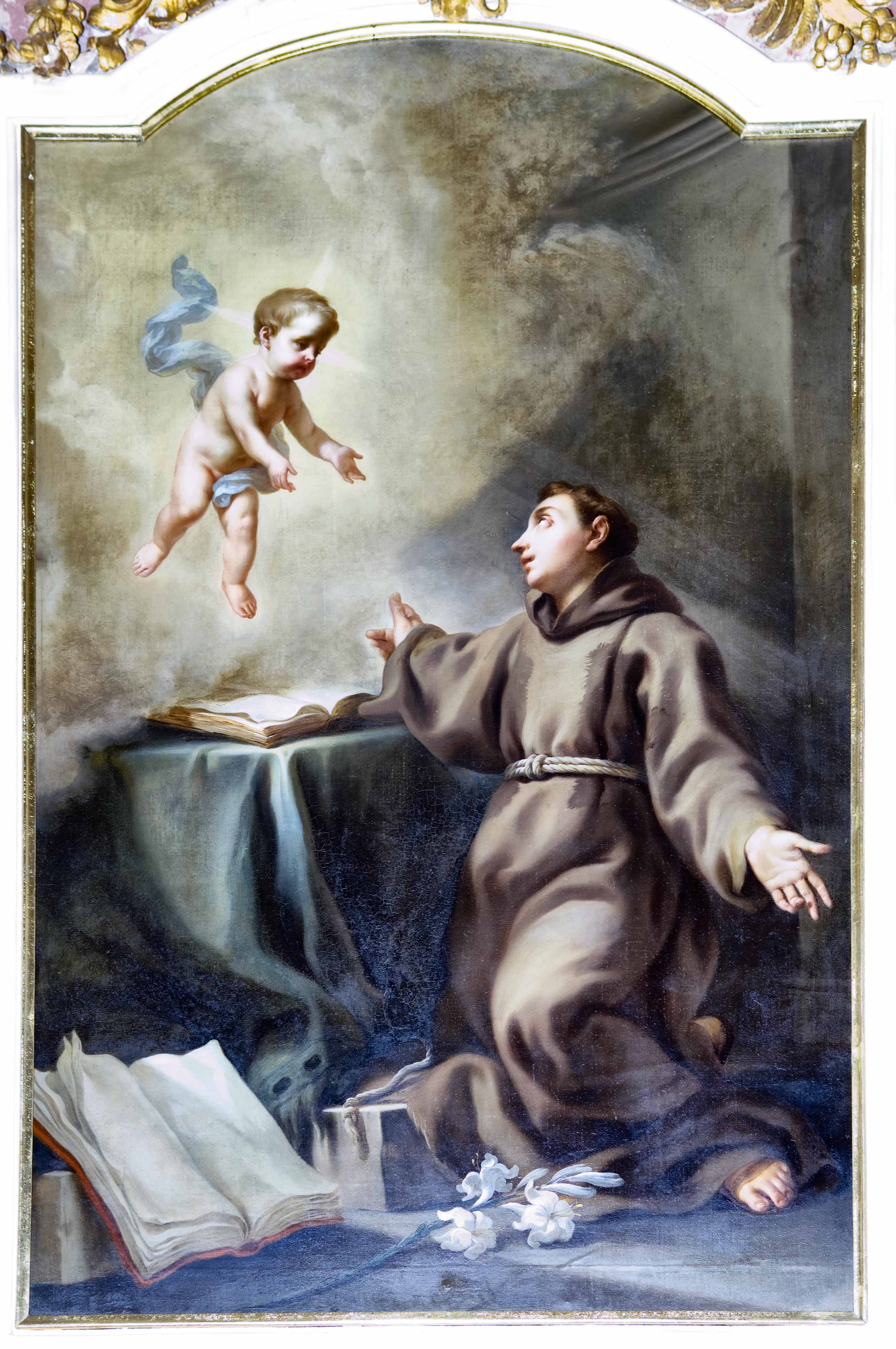
St. Antonius

Reliefs in Stuckmarmor
über den Sakristeitüren
- Die büßende Magdalena, vor einem Kranz auf Wolken liegend, neben ihr ein Engel.
- Der Heilige Petrus, neben ihm der Hahn, links wird von Engeln die Papstkrone herbeigetragen.

an den Trennungsbögen
- Christus mit der Weltkugel
- Maria Himmelfahrt

### Orgel

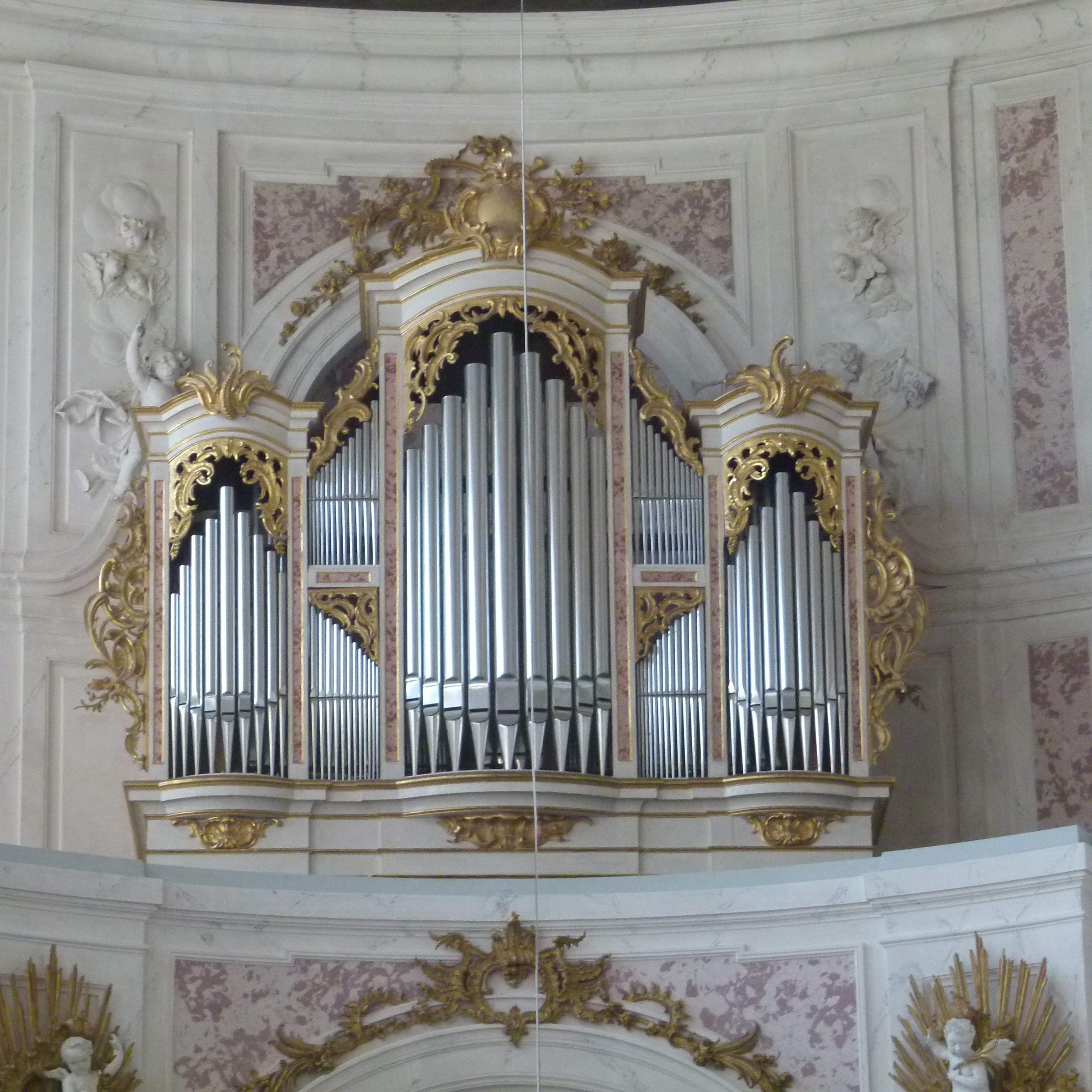
Die Orgel oberhalb des Altars

Die Orgel wurde von dem Silbermann-Schüler Tobias Schramm (1701–1771) wohl für die Bauzeit der Katholischen Hofkirche Dresden gefertigt. Als dort die große Silbermannorgel erbaut wurde, gelangte das Schramm-Instrument im Jahr 1749 ins Schloss Hubertusburg. Da die dem Altarraum gegenüberliegende Empore als Königsloge diente, wurde die Orgel in einer Nische oberhalb des Altars untergebracht. Nach dem Zweiten Weltkrieg blieb auch die Orgel nicht von den Plünderungen der Schlossanlage durch die im Schloss stationierten Besatzungsmächte verschont. Das Pfeifenmaterial wurde weitgehend ausgeräumt, die Mechanik und die Balgbelederung wurden weitgehend zerstört. Nahezu unversehrt blieb lediglich das Orgelgehäuse. 2001 wurde das Gehäuse restauriert, und das Instrument durch die Orgelbaufirma Hermann Eule Orgelbau Bautzen für 350.000 Mark rekonstruiert. Es hat 10 Register (ca. 500 Pfeifen) auf einem Manual und Pedal. Die Metallpfeifen wurden aus einer Zinn-Blei-Legierung in Handarbeit hergestellt. Für die Holzpfeifen wurde Fichte verwendet. Das Pedal ist fest an das Manual angehängt. Der Prospekt ist mit Rokokoschnitzereien verziert. Das Besondere an dieser Orgel ist, dass sie im tiefen Kammerton einen Halbton tiefer gestimmt ist, als üblich.
| Manualwerk C–d3 |                |    |
| 1.              | Principal      | 8′ |
| 2.              | Viol’ di Gamba | 8′ |
| 3.              | Grob Gedackt   | 8′ |
| 4.              | Octav          | 4′ |
| 5.              | Klein Gedackt  | 4′ |

| (Fortsetzung) |            |       |
| 6.            | Quinta     | 3′    |
| 7.            | Octava     | 2′    |
| 8.            | Mixtur III | 1 ⁄3′ |

| Pedal C–c1 |           |     |
| 9.         | Subbass   | 16′ |
| 10.        | Octavbass | 8′  |